# Kelme (grupa kolarska)
Kelme (później Comunidad Valenciana) – była hiszpańska zawodowa grupa kolarska.
Grupa powstała przed sezonem 1980 na bazie rozwiązanej grupy Transmallorca-Flavia-Gios.
Przez wiele lat sponsorem tytularnym grupy była hiszpańska firma Kelme, później zaś władze Walencji.
Z powodu licznych zarzutów stosowania dopingu władze Walencji przestały sponsorować tę grupę.

## Historia

### Chronologia nazw
- 1980: Kelme
- 1987: Kelme-Iberia
- 1989: Kelme-Iberia-Varta
- 1990: Kelme-Ibexpress
- 1991: Kelme-Ibexpress-CAM
- 1992: Kelme / Kelme-Don Café
- 1993: Kelme-Xacobeo '93 / Kelme-Pony Malta
- 1994: Kelme-Avianca / Kelme-Pony Malta / Kelme-Aguras de Cruzeiro
- 1995: Kelme-Sureña-Avianca / Kelme-Pony Malta
- 1996: Kelme-Artiach
- 1997: Kelme-Costa Blanca
- 2004: Comunidad Valenciana-Kelme
- 2005: Comunidad Valenciana-Elche-J'Hayber
- 2006: Comunidad Valenciana